# Цилиндър на Кир
Цилиндърът на Кир (на персийски: Ostovanee Kūrosh; استوانه کوروش), наричан също Харта на Кир, е древен археологически паметник – глинен цилиндър, днес счупен на няколко части, върху който с акадски клинопис е изписана декларация от името на ахеменидския владетел Кир Велики, свързана със завземането на Нововавилонското царство от персите. Цилиндърът датира от VI век пр. Хр. и е открит в развалините на Вавилон в Месопотамия (днешен Ирак) през 1879 година, а днес се намира в Британския музей.